# Егоров, Павел Васильевич
Его́ров Па́вел Васи́льевич (29 июня 1914, Благовещенск — 9 марта 1989, Ангарск) — советский военный лётчик. Участник Великой Отечественной войны. Герой Советского Союза.

## Биография
Родился в семье рабочего каменоломни. В 1931 году окончил профессионально-техническую школу и поступил работать механиком в Средне-Бельский зерносовхоз Благовещенской МТС. В 1935—1937 годах без отрыва от производства обучался в Благовещенском аэроклубе. С 1938 по 1941 годы он — пилот-инструктор Амурского и Биробиджанского аэроклубов. В 1940 году был призван в армию и окончил военную школу лётчиков, служил в войсках на Дальнем Востоке и Урале.
С ноября 1941 года П. В. Егоров на фронте. В должности пилота 732-го ночного бомбардировочного полка участвовал в московском сражении. Затем, овладев полётами на ИЛ-2, до конца войны сражался в штурмовой авиации. В 62-м штурмовом авиаполку 233-й штурмовой авиадивизии он проходит боевой путь от командира звена до командира полка на Западном и 2-м Белорусском фронтах.
В начале 1943 года в звании младшего лейтенанта в рамках операции по одновременной атаке 17 вражеских аэродромов совершил два боевых вылета — сначала атака аэродрома в районе селе Шаталово (Смоленская область) под прикрытием истребителей Як-1, затем аэродрома в районе села Боровское. Во время атаки на Боровское штурмовики ввязались в бой с 7 истребителями противника «Фоккевульф». Егоров спас от атаки двух истребителей самолёт старшего лейтенанта Панфилова. Получив значительные повреждения, самолёт Егорова отстал от боевого порядка своих. Стрелок Егорова, даже получив ранения, успешно отразил все последующие атаки, а Егоров благополучно довел свою машину до своего аэродрома через зону ПВО с десятками зенитных орудий, несмотря на пробитый бензобак. (источник — А. Сергиенко, «Амурцы-Герои», ИПК «Приамурье», 2005 г.)
К маю 1944 года капитан Егоров совершил 83 успешных боевых вылета, из них 6 по уничтожению самолётов противника на аэродромах. Нанёс врагу серьёзный урон в живой силе и технике. 29 сентября 1944 года выполнил особо важное задание — ведущим сорока семи «илов» нанёс мощный штурмовой удар по танкосборочным мастерским фашистов. Указом Президиума Верховного Совета СССР от 26 октября 1944 г. капитану П. В. Егорову присвоено звание Героя Советского Союза. Всего за годы войны совершил 149 успешных боевых вылетов. На его счету 8 самолётов, 50 автомашин, 14 танков, 15 орудий зенитных артиллерии, 16 железнодорожных вагонов, железнодорожный мост, сотни солдат и офицеров противника. Награждён орденом Ленина и медалью «Золотая Звезда» (26.10.1944 г.), двумя орденами Красного Знамени (26.10.1943 г., 08.07.1943 г.), орденом Суворова 3-й степени (06.06.1945 г.), орденом Отечественной войны 1-й и 2-й степени (06.04.1985 г. и 27.01.1943 г.), орденом Красной Звезды, орденом Александра Невского и многими медалями, в том числе польской медалью «За Одру, Нису и Балтику». Подвиги Егорова отмечены 24 благодарностями Верховного Главнокомандующего.
После войны занимал командные должности в Военно-воздушных Силах Северной группы войск и Дальневосточного округа. В августе 1959 года был уволен в запас и переехал в город Ангарск, где работал в составе военного представительства по приёмке продукции нефтехимического комбината. Умер в Ангарске 9 марта 1989 года.

## Память
28 августа 2005 года решением администрации города Ангарска имя П. В. Егорова присвоено переулку, где он жил. На его доме установлена мемориальная доска. В 2015 году его имя было увековечено на отдельном гранитном пилоне Аллеи Героев в Сквере Победы в Биробиджане.